# Vida gerador de benefício livre
Vida gerador de benefício livre (VGBL) é uma das modalidades de plano previdenciário privado (previdência privada) adotada no Brasil. O VGBL é um seguro de vida com cláusula de cobertura por sobrevivência. A rigor, o VGBL não é um plano de previdência complementar, pois se enquadra no ramo de seguro de pessoas.
Uma outra modalidade de plano previdenciário privado é o PGBL.

## Características
A principal característica do VGBL é o fato de o Imposto de Renda incidir apenas sobre a rentabilidade acumulada até o momento do resgate do benefício, e não sobre o montante total de cada resgate, como no PGBL. Em contrapartida, os aportes feitos ao plano VGBL durante o período de acúmulo do capital não são dedutíveis do Imposto de Renda no ano dos aportes, como no PGBL. Ou seja, enquanto o PGBL permite postergar o pagamento de Imposto de Renda para o futuro, durante os resgates da aposentadoria, os recursos depositados no VGBL são livres de Imposto de Renda porque já foram taxados no presente.
Outra vantagem do VGBL é a inexistência de gastos para a transmissão de heranças. Em inventários, a soma de impostos sobre a herança, custos judiciais e honorários de advogados consomem cerca de 10% do patrimônio recebido pelos herdeiros. Em alguns estados, o Imposto sobre Transmissão Causa Mortis e Doação de quaisquer Bens ou Direitos (ITCMD) pode chegar a 8%. 
Além disso, honorários de advogados podem consumir de 6% a 20% da herança. Como os recursos que estão no VGBL não entram no inventário, eles deixam portanto de ser taxados.
Aplicações em VGBL também são impenhoráveis, sendo a única aplicação que não pode sofrer bloqueio judicial automático em ações trabalhistas, cíveis etc. Importante ressaltar que isso não é regra, havendo decisões que permitem a penhora e levantamento de valores VGBL e PGBL (vide decisão do TJ-SP - AI: 20840579220158260000 SP 2084057-92.2015.8.26.0000).
Os beneficiários do VGBL são livremente escolhidos pelo titular do plano, podendo dispor livremente de sua herança - não precisando portanto seguir a ordem legal de sucessão e suas proporções, impostas pela lei. Nesse sentido, o VGBL também pode assumir, na prática, o papel de testamento.